# فهرست کاریکاتورهای جنجالی در ایران
فهرست کاریکاتورهای جنجالی در ایران دربردارنده کاریکاتورهایی است که در ایران جنجال‌آفرین شده‌اند.

## فهرست
| ردیف | اثر                                    | اثر | پدیدآور                 | ناشر               | تاریخ نشر            | توضیحات |
| ---- | -------------------------------------- | --- | ----------------------- | ------------------ | -------------------- | --- |
|      | فوتبالیست                              |     | حسن کریم‌زاده            | مجله فاراد         | اوایل دهه ۱۳۷۰       | طرح یک بازیکن فوتبال را نشان می‌دهد. برخی چهره این بازیکن را شبیه آیت‌الله خمینی دانستند. |
|      | رنج ما، فریضه ما                       |     | پرویز کلانتری           | مجله گردون         | ۷ مرداد ۱۳۷۰         | در تصویر روی جلد، یک زن چادری روی زمین خوابیده و روی چادرش، ماه و ساختمان‌هایی کوتاه با معماری اسلامی در شب تلفیق‌شده. در بالای تصویر یک شهر مدرن با آسمان‌خراش و هواپیما دیده می‌شود. این اثر توهین به حجاب و مقدسات اسلام تلقی شد.                                          |
|      | اینو بکش که دیه‌اش کمتره                |     | داود احمدی مونس (آروین) | روزنامه زن         | ۱۷ فروردین ۱۳۷۸      | مرد کلاه‌داری دو اسلحه به‌سوی زن‌ومردی نشانه رفته‌است و مرد با لبخند موذیانه به زن اشاره می‌کند و به مرد مسلح می‌گوید: «اینو بکش که دیه‌اش کمتره». موضوع کاریکاتور توهین به قوانین فقه اسلامی تلقی شد.                                                                           |
|      | استاد تمساح                            |     | نیک‌آهنگ کوثر            | روزنامه آزاد       | ۶ بهمن ۱۳۷۸          | یک تمساح در حالی که اشک تمساح می‌ریزد یک روزنامه‌نگار را با دم خود خفه می‌کند و می‌گوید «یکی منو از دست این قلم‌به‌مزدِ دگراندیش نجات بده؟!». سوژه با فلش «استاد تمساح» نامیده‌شده که به «استاد مصباح» شباهت دارد و توهین به محمدتقی مصباح یزدی تلقی شد.                          |
|      | What The President Is After            |     |                         | روزنامه حیات نو    | ۲۲ دی ۱۳۸۱           | این کاریکاتور آمریکایی که توسط حیات نو بازنشر شد، مربوط به سال ۱۹۳۷ میلادی بود و موضوع آن اختلاف میان فرانکلین روزولت رئیس‌جمهور و رئیس دیوان عالی آمریکا بود. دستی که روی آن نوشته‌شده «روزولت» روی سر پیرمردی فشار می‌آورد. عده‌ای چهره پیرمرد را شبیه آیت‌الله خمینی دیدند. |
|      | چه کنیم که سوسک‌ها سوسکمان نکنند؟       |     | مانا نیستانی            | ایران جمعه         | ۲۲ اردیبهشت ۱۳۸۵     | در بخشی از یک کمیک استریپ، پسرکی با یک سوسک صحبت می‌کند و سوسک که در بقیه جاهای کمیک به زبان فارسی حرف می‌زند؛ در اینجا می‌گوید «?Namana» (نمنه به زبان آذری: چی؟ (جمله پرسشی برای زمانی که منظور فرد مقابل را متوجه نشده باشید)) و این توهین به آذری‌های ایرانی تلقی شد.     |
|      | قاعدهٔ دیگر بازی                        |     | بصیر عنایتی             | روزنامه شرق        | ۱۶ شهریور ۱۳۸۵       | در این کاریکاتور صفحهٔ شطرنجی نشان داده شده که در آن یک الاغ مقابل مهرهٔ اسب قرار گرفته‌است. دور سر الاغ را هاله‌ای فرا گرفته که به هالهٔ نور محمود احمدی‌نژاد تعبیر شد و روزنامهٔ شرق بابت انتشار این اثر توقیف شد.                                                             |
|      | کاریکاتور سید محمد خاتمی               |     | هادی حیدری              | هفته‌نامه ۹ دی      | خرداد ۱۳۹۰           | این کاریکاتور سید محمد خاتمی را در حال فوت کردن شمع‌های دوم خرداد نشان می‌داد و توهین به لباس روحانیت شیعه تلقی شد. |
|      | کاریکاتور سید احمد لطفی آشتیانی        |     | محمود شکرایه            | هفته‌نامه نامه امیر |                      | این کاریکاتور که سید احمد لطفی آشتیانی را با لباس فوتبال نشان می‌داد توهین به وی تلقی شد. |
|      | چشم‌بندان                               |     | هادی حیدری              | روزنامه شرق        | ۴ مهر ۱۳۹۱           | در این کاریکاتور افرادی در صف پشت هم ایستاده‌اند و برای هم چشم‌بند می‌بندند. با توجه به همزمانی با هفته دفاع مقدس و شباهت با سربندبستن رزمندگان جنگ ایران و عراق برای هم توهین به رزمنده‌ها تفسیر شد.                                                                         |
|      | زلیخا فشن شو                           |     | حمید بهرامی             | کیهان کاریکاتور    | مرداد و شهریور ۱۳۹۱  | در این کاریکاتور یک مرد جوان نیمه‌برهنه به سبک نمایش‌های مد روی صحنه‌ای ایستاده و زنانی محجبه از شوق دیدن او با کارد به خود ضربه زده‌اند. این اثر توهین به یوسف شخصیت و پیامبر قرآنی تفسیر شد.                                                                                |
|      | گفتگوی تلفنی باراک اوباما و حسن روحانی |     | سیدمیثم آقاسیدحسینی     | صنعت و توسعه       | آبان ۱۳۹۲ شماره هفتم | در این کاریکاتور مقام ایرانی اصلاح طلب بدون ریش است و شکل کلی تلفن‌ها شبیه به قلب شده پرچم آمریکا بالاتر از پرچم ایران است. این کارتون حساسیت دلواپسان را برانگیخت. |

## یادکرد منابع
1. 1 2 3 4 5 6 7  «‭BBC ‮فارسی‬ - ‮ايران‬ - ‮جنجال های کاریکاتوری‬». www.bbc.com. دریافت‌شده در ۲۰۲۱-۰۸-۱۳.
2. ↑  تاریخ ایرانی - فائزه هاشمی در روزنامه زن
3. ↑  «دفاع عطریانفر از کاریکاتوری که شرق را توقیف کرد: احمدی‌نژاد ول کن ماجرای هاله نور نبود». asriran.com. عصر ایران. ۵ آذر ۱۳۹۷. دریافت‌شده در ۱۳ دی ۱۳۹۹.
4. ↑  مهرابی، احسان (۲ اکتبر ۲۰۱۲). «از استاد تمساح تا الاغ هاله‌دار». radiozamaneh.com. رادیو زمانه. دریافت‌شده در ۱۳ دی ۱۳۹۹.
5. ↑  https://iranwire.com/fa/features/3759
6. ↑  https://www.thestatesman.com/supplements/marquee/meysam-the-artist-in-exile-1502720413.html/amp